# Радиорелейная станция Р-409
Радиорелейная станция типа Р-409 — подвижная малоканальная радиорелейная станция с частотной модуляцией, без кварцевой стабилизации частоты несущего сигнала и частотным разделением (уплотнением) каналов ТЧ.
Тактико-технические характеристики Р-409
Диапазон частот станции: 60,0–479,6 МГц.
Поддиапазоны: 
«А» – 60,0–120,0 МГц,
«Б» – 120,2–239,8 МГц,
«В» – 240,4–479,6 МГц.
Число фиксированных частот (ФЧ) и разнос между ними:
«А» – 601 ФЧ (через 100 кГц),
«Б» – 300 ФЧ (через 400 кГц),
«В» – 300 ФЧ (через 800 кГц).
В поддиапазоне «А» связь может быть установлена на всех ФЧ, в
поддиапазонах «Б» и «В» – только на ФЧ, имеющих нечётные номера.
Формулы для пересчёта фиксированных частот в радиочастоты (МГц) для
поддиапазонов:
«А»  f а = 60+0,1·N (N = 0, 1, 2, 3, .... 600);
«Б»  f б = 120+0,2·N (N = 1, 3, .... 599)%;
«В»  f в = 240+0,4·N (N = 1, 3, .... 599),
где f (а,б,в) – частота в МГц для соответствующего поддиапазона;
N – номер фиксированной волны, устанавливаемый на шкалах настройки
радиостанции.
Дальность связи:
в поддиапазоне «А» – 150 км при трёх ретрансляциях;
в поддиапазонах «Б» и «В» – 250 км при шести-восьми ретрансляциях.
Протяжённость одноинтервальной линии, развёрнутой на равнинной местности,
составляет до 40 км.
Мощность передатчика:
без блоков частотных развязок в режиме номинальной мощности – не
менее 40 Вт;
с блоками частотных развязок:
а) в режиме номинальной мощности – не менее 25 Вт,
б) в режиме пониженной мощности – не менее 3 Вт. есть возможность организовать самостоятельные радиорелейные или кабельные линии связи, обеспечить ответвления каналов ТЧ от многоканальных линий связи, осуществить вставки в уплотнённые кабельные линии (при повреждении этих линий, наличии водных преград, труднопроходимых болот и т. п.) и дистанционно управлять радиостанциями.